# Mathieu de Clermont

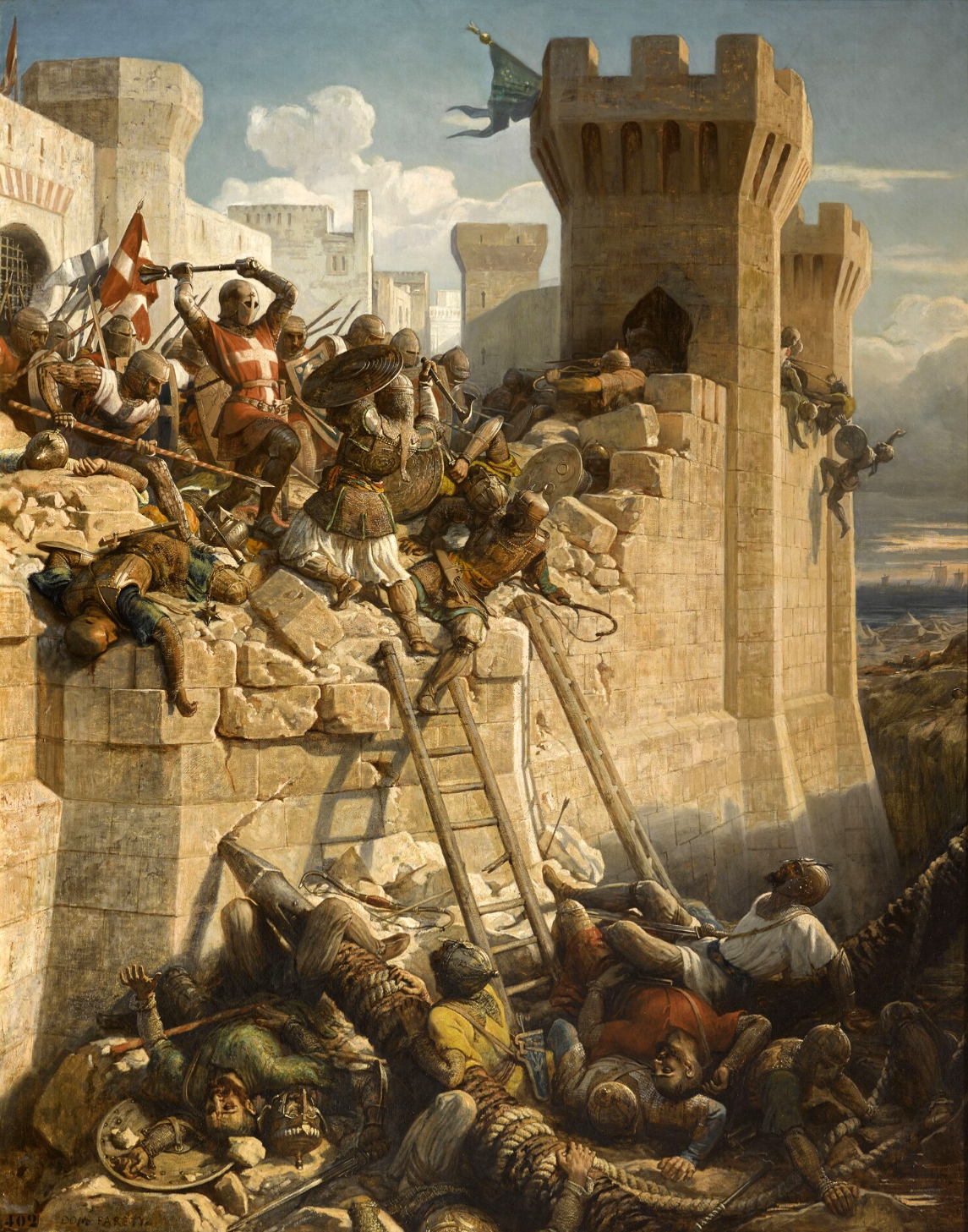
De verdediging van de stad Akko in 1291, Dominique Papety, Versailles

Mathieu de Clermont (overleden: Akko, 18 mei 1291) was een Frans ridder in dienst van de Orde van Malta en was ten tijde van het Beleg van Akko (1291) maarschalk binnen de Orde.
Clermont was al in 1289 actief als aanvoerder van de strijdkrachten van de Orde tijden het Beleg van Tripoli. Hij was een van de weinige ridders die de slachting wisten te overleven. Twee jaar later was hij een van de belangrijkste aanvoerders van de Orde tijdens het Beleg van Akko na het vertrek van grootmeester Jean de Villiers naar Cyprus. Clermont verkeerde tijdens dat beleg vaak in de frontlinie en zodoende werd hij op 18 mei dat jaar gedood tijdens de strijd.

Hij was nobel, dapper en erg handig met wapens. Moge God hem genadig zijn!

Jean de Villiers, Brief aan de Grootprior van Provence, juni 1291